# Церковь Панагии ту Мутулла
Церковь Панагии ту Мутулла (греч. Εκκλησία της Παναγίας του Μουτουλλά — Церковь Всесвятой (Богородицы) из Мутуллы) — четырёхгранная однонефная византийская церковь, расположенная в селении Мутуллас в центре горного хребта Троодос в долине Марафаса, район Левкосия, Республика Кипр. Церковь входит в состав объекта Всемирного наследия ЮНЕСКО «Церкви с росписями в районе Троодос» (с 1985 года). Роспись церкви Панагии ту Мутулла является единственным точно датированным произведением монументальной живописи XIII века, сохранившимся на Кипре до наших дней.

## История
Церковь Панагии ту Мутулла была построена и расписана в 1280 году на средства Иоанниса Мутулласа и его супруги Ирини, о чём свидетельствует надпись на её северной стене у алтаря, где они чуть выше оба изображены с моделью церкви в руках. Из этого можно сделать вывод, что церковь строилась в качестве их семейного храма. В XV—XVI веках количество фресок было увеличено.
Церковь Панагии ту Мутулла относится к наиболее ранним церковным постройкам с высокой и крутой двускатной черепичной крышей из дерева, типичной для церквей Троодоса. Черепица, судя по всему, изготавливалась здесь же, о чём свидетельствуют обнаруженные неподалёку специальные печи. В ΧΙV—XV веках неф церкви был окружён галереей северной и западной сторон. У церкви два входа, с западной и северной сторон, высотой 1,75 метра. 
В 1-й половине XVI века к церкви был пристроен притвор, этим же периодом датируются западная и северная стороны церкви. Притвор находится под общей деревянной крышей церкви.

## Фрески
Стиль фресок, которыми расписана церковь Панагии ту Мутулла, представляет собой сочетание византийской живописи XII века с элементами западного искусства, а также искусства восточных государств крестоносцев, Каппадокии, Крита и других греческих земель. Имя автора фресок церкви Панагии ту Мутулла не сохранилось.
Фресками расписаны как внутреннее помещение, так и часть экстерьера. На алтарной апсиде находится изображение Богородицы типа оранта с младенцем Иисусом, по бокам от которой находятся архангелы Михаил и Гавриил с кадилами в руках. В нижней части апсиды изображены совершающие литургию святые Николай, Иоанн Златоуст, Григорий, Василий, Епифаний и Авксивий.
В восточной нижней части апсиды находится фреска «Благовещение Пресвятой Богородицы». На Богородицу нисходит три луча божественного света как символ Святой Троицы. Звезды на Богородице символизируют её непорочность, изображённые рядом свернувшиеся в клубок змеи являются константинопольским образом. 
На опоре южной стены изображён образ Христа Пантократора, правой рукой благословляющего, а в левой держащего Евангелие. На опоре северной стены изображена молящаяся Богородица.
Кроме перечисленных образов, на стенах церкви содержатся фрески с сюжетами Рождества Христова, Поклонения волхвов, первого омовения Христа двумя женщинами. В XIV—XV веках была добавлена фреска на тему Сретения Христова. В верхней части западной стены находятся фрески с тремя сценами жития Иисуса Христа: Воскрешение Лазаря, Вход Господень в Иерусалим и Распятие Иисуса Христа. Фреска с Воскрешением Лазаря сильно повреждена, сохранилась лишь правая её часть. В верхней части северной стены находятся фрески со сценами Сошествия в ад и Успения Богородицы. Последняя находится прямо над северным входом в церковь. Ещё одна фреска, следующая за Успением Богородицы, не сохранилась. На нижней части всех фресок, как и в других подобных церквях, помещены образы святых.
На внешней западной стене церковной галереи находятся две фрески: на одной изображён Христос, восседающий на престоле, на другой — Святой Георгий на коне. Эти фрески были выполнены, скорее всего, уже другим художником. На внешней северной стене, по обе стороны от северного входа в церковь, находятся фрески со сценами Второго Пришествия и Страшного суда, датируемые 2-й половиной XIV века. На этой же стене изображены Неопалимая купина и семь отроков Эфесских, а также Святая Варвара и Святая Екатерина. Эти фрески были выполнены в конце XV — начале XVI века.